# 12-Korona-4
A 12-korona-4 (más néven 1,4,7,10-tetraoxaciklododekán vagy lítium ionofor V) egy koronaéter, az etilén-oxid tetramerje. Képlete C8H16O4. Erősen megköti a belsejében a lítiumionokat:

## Fordítás
Ez a szócikk részben vagy egészben a 12-Crown-4 című angol Wikipédia-szócikk ezen változatának fordításán alapul.  Az eredeti cikk szerkesztőit annak laptörténete sorolja fel. Ez a jelzés csupán a megfogalmazás eredetét és a szerzői jogokat jelzi, nem szolgál a cikkben szereplő információk forrásmegjelöléseként.